# روبرت أوشوجنسي
روبرت أوشوجنسي (بالإنجليزية: Robert O'Shaughnessy)‏ هو سياسي أمريكي، ولد في 23 فبراير 1918 بكولومبوس في الولايات المتحدة، وتوفي بنفس المكان في 16 فبراير 1991. حزبياً، نشط في الحزب الديمقراطي.